# 奥洛特
奥洛特（西班牙语，加泰隆尼亞語發音：[uˈlɔt]）是西班牙加泰罗尼亚赫罗纳省的一个市镇。总面积29平方公里，总人口33 981人（2013年），人口密度1168人/平方公里。

## 友好城市
- 法國 蒂尔